# Le Soler
Le Soler is een gemeente in het Franse departement Pyrénées-Orientales (regio Occitanie). De gemeente telde 7.896 inwoners op 1 januari 2022. De plaats maakt deel uit van het arrondissement Perpignan en is de hoofdplaats van het kanton La Vallée de la Têt. 

## Geschiedenis
De plaats werd voor het eerst vermeld in 877. De plaats groeide rond een kasteel dat in 1216 in bezit kwam van de bisschop van Elne. Bisschop Bernard de Berga liet in de tweede helft van de 13e eeuw een kerk bouwen binnen de kasteelmuren. In de tweede helft van de 16e eeuw werd een groot deel van het dorp verwoest door een aardverschuiving. Sinds de 19e eeuw is het landbouwdorp gegroeid langs de assen van de RN116 en de in 1910 aangelegde spoorlijn Perpignan - Latour-de-Carol.

## Geografie
De oppervlakte van Le Soler bedroeg op 1 januari 2022 10,35 vierkante kilometer; de bevolkingsdichtheid was toen 762,9 inwoners per km².

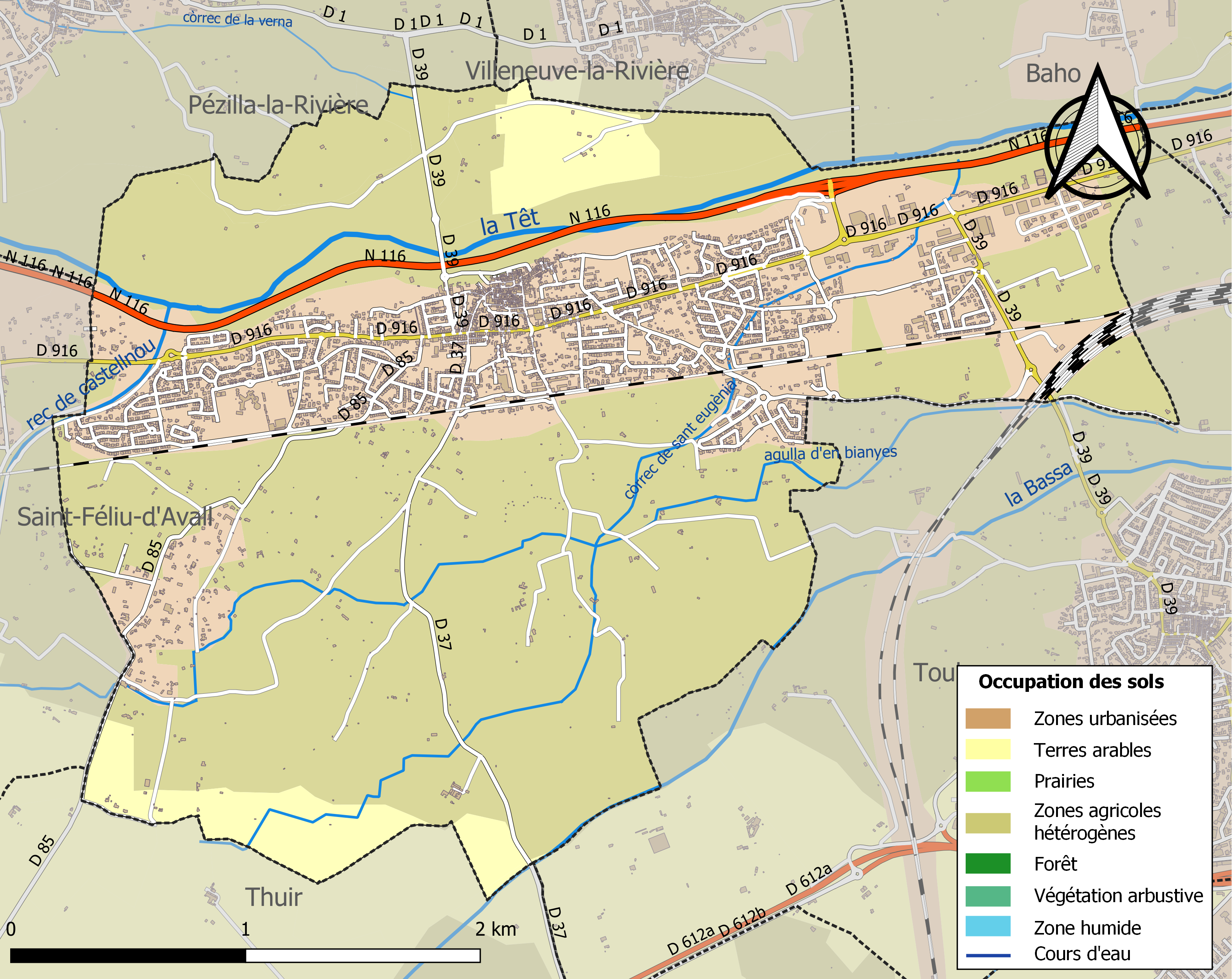
Kaart van de gemeente met de belangrijkste infrastructuur, bodemgebruik en omliggende gemeenten

## Demografie
Onderstaande figuur toont het verloop van het inwonertal (bron: INSEE-tellingen).

## Bezienswaardigheden

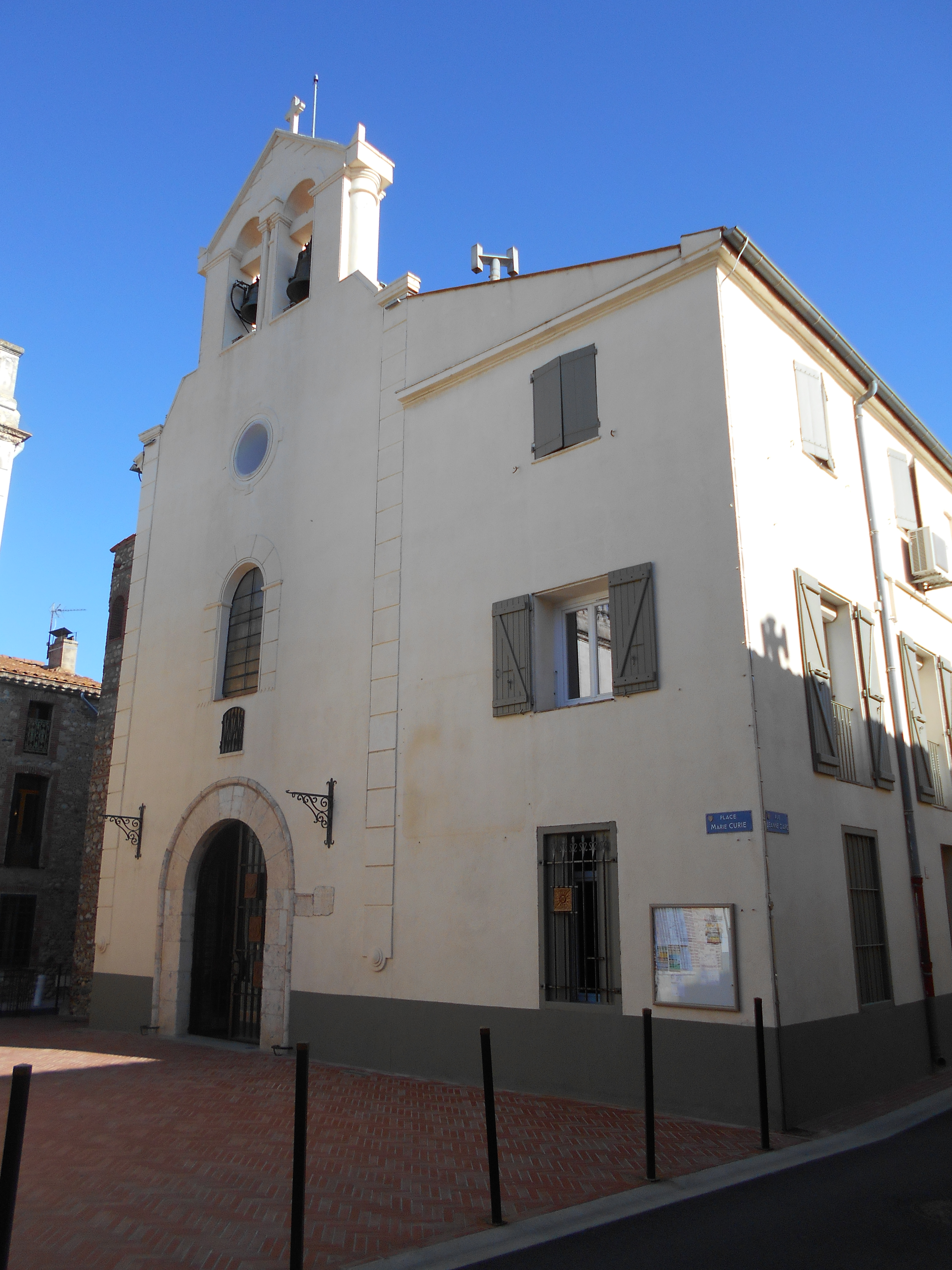
Kerk Saint-Julien et Sainte-Baselisse

Van het kasteel van Le Soler rest enkel de Mur Saint-Julien, een muur van de voormalige kerk Saint-Julien gebouwd binnen de kasteelmuren. De parochiekerk Saint-Julien et Sainte-Baselisse werd gebouwd vanaf 1554. In de kerk staan doopvonten uit de 13e eeuw.